# پاتاموندای
پاتاموندای (به انگلیسی: Pattamundai) یک منطقهٔ مسکونی در هند است که در بخش کندراپارا واقع شده‌است. پاتاموندای ۲٫۵۴ کیلومتر مربع مساحت و ۳۶٬۵۲۸ نفر جمعیت دارد و ۶ متر بالاتر از سطح دریا واقع شده‌است.